# Горькое (озеро, Пресновский сельский округ, у села Островка)
Горькое (каз. Горькое) — горько-солёное озеро в Жамбылском районе Северо-Казахстанской области Казахстана. Находится к северу от села Островка.
По данным топографической съёмки 1940-х годов, площадь поверхности озера составляет 1,36 км². Наибольшая длина озера — 1,8 км, наибольшая ширина — 1 км. Длина береговой линии составляет 4,4 км, развитие береговой линии — 1,05. Озеро расположено на высоте 140,2 м над уровнем моря.
Озеро входит в перечень рыбохозяйственных водоёмов местного значения.